# Liste der Biografien/Poy
Liste der Biografien |
Portal Biografien |
Personensuche
# |
A |
B |
C |
D |
E |
F |
G |
H |
I |
J |
K |
L |
M |
N |
O |
P |
Q |
R |
S |
T |
U |
V |
W |
X |
Y |
Z |
?
 
Pa |
Pc |
Pe |
Pf |
Ph |
Pi |
Pj |
Pk |
Pl |
Pm |
Pn |
Po |
Pr |
Ps |
Pt |
Pu |
Pv |
Pw |
Py
 
Poa |
Pob |
Poc |
Pod |
Poe |
Pof |
Pog |
Poh |
Poi |
Poj |
Pok |
Pol |
Pom |
Pon |
Poo |
Pop |
Por |
Pos |
Pot |
Pou |
Pov |
Pow |
Pox |
Poy |
Poz
Die Liste der Biografien führt alle Personen auf, die in der deutschsprachigen Wikipedia einen Artikel haben. Dieses ist eine Teilliste mit 32 Einträgen von Personen, deren Namen mit den Buchstaben „Poy“ beginnt.

## Poy
- Poy, Aldo (* 1945), argentinischer Fußballspieler

### Poyd
- Poyda, Heinrich Konstantin Anton von (1764–1834), preußischer Generalmajor und zuletzt Kommandeur der 11. Landwehrbrigade
- Poydasheff, Robert (1930–2020), US-amerikanischer Rechtsanwalt und Politiker
- Poydras, Julien de Lallande (1740–1824), US-amerikanischer Politiker

### Poye
- Poyen, René (1908–1968), französischer Schauspieler
- Poyer, John Martin (1861–1922), US-amerikanischer Marineoffizier
- Poyer, Jordan (* 1991), US-amerikanischer Footballspieler
- Poyet, Guillaume (1473–1548), Kanzler von Frankreich
- Poyet, Gustavo (* 1967), uruguayischer Fußballspieler
- Poyet, Romain (* 1980), französischer Fußballspieler
- Poyet, Washington (1939–2007), uruguayischer Basketballspieler

### Poyk
- Pöykiö, Susanna (* 1982), finnische Eiskunstläuferin

### Poyn
- Poyneer, Alfred N. (1831–1897), US-amerikanischer Politiker
- Poyner, John († 2018), britischer Tontechniker
- Poynter, Edward (1836–1919), englischer Maler und Zeichner
- Poynter, Jim (* 1943), US-amerikanischer Szenenbildner
- Poynter, Robert (* 1937), US-amerikanischer Sprinter
- Poynter, William (1762–1827), englischer katholischer Bischof und Apostolisches Vikariat in London
- Poynter, William A. (1848–1909), US-amerikanischer Politiker
- Poynting, John Henry (1852–1914), englischer Physiker
- Poyntner, Erich (* 1960), österreichischer Schriftsteller
- Poynton, Dorothy (1915–1995), US-amerikanische Wasserspringerin

### Poyr
- Poyraz, Ergün (* 1963), türkischer Autor
- Poyraz, Ferhat (* 1993), belgisch-türkischer Fußballspieler
- Poyraz, Ihsan (* 1988), österreichisch-türkischer Fußballspieler
- Poyraz, Sema (* 1950), deutsche Schauspielerin, Filmregisseurin und DrehbuchautorinSema Poyraz (* 1950)

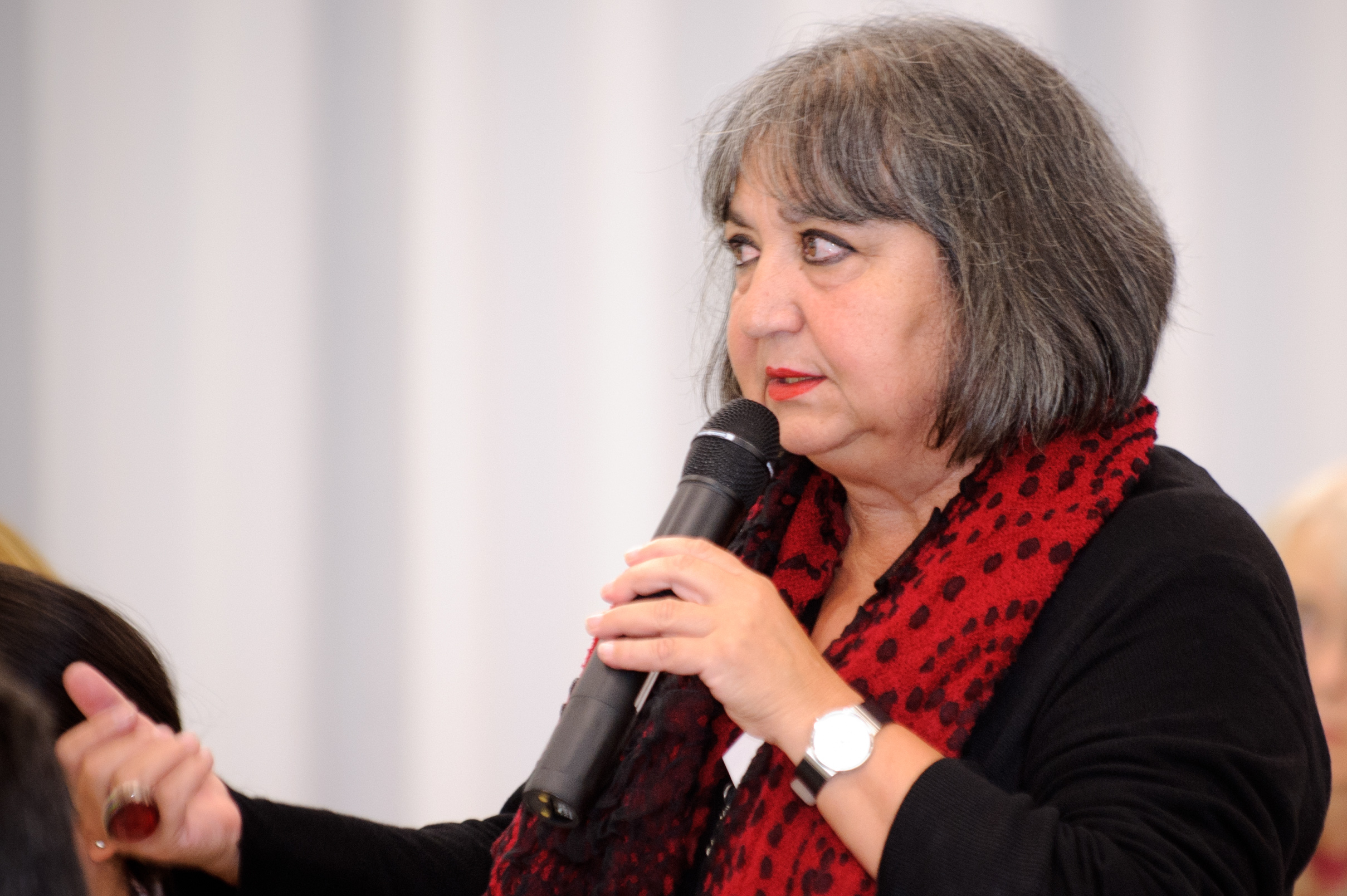
Sema Poyraz (* 1950)

- Poyraz, Turgay (* 1958), türkischer Fußballspieler
- Poyrazoğlu, Ali (* 1946), türkischer Schauspieler, Synchronsprecher, Regisseur und Drehbuchautor

### Poys
- Pöysti, Alma (* 1981), finnlandschwedische Schauspielerin
- Pöysti, Maiju (* 1988), finnische Biathletin
- Pöysti, Toini (1933–2024), finnische Skilangläuferin

### Poyt
- Poythress, Alex (* 1993), US-amerikanisch-ivorischer Basketballspieler